# Montaiguët-en-Forez
Montaiguët-en-Forez est une commune française, située dans le département de l'Allier en région Auvergne-Rhône-Alpes.

## Géographie

### Localisation

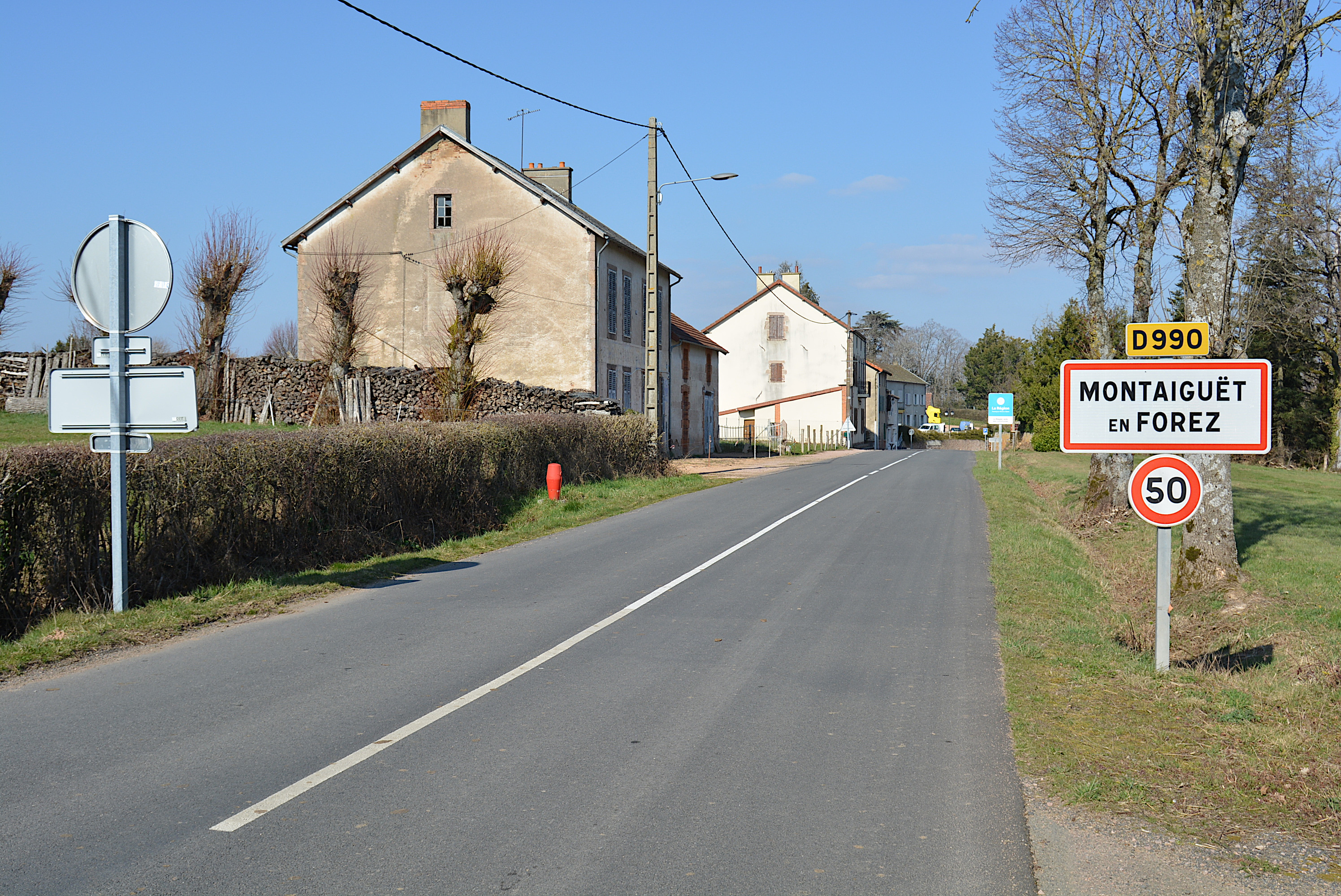
Entrée de la commune depuis la route départementale 990.

Montaiguët-en-Forez se trouve à la limite des départements de l'Allier, de la Loire et de Saône-et-Loire. Le village se situe dans les Basses Marches du Bourbonnais. Bien que hors du département de la Loire le nom de la commune montre son appartenance ancienne au Forez. Elle se trouvait sur le passage d’une voie romaine. Celle-ci fut reprise par les moines de la Bénisson-Dieu sous le nom de Vilmoniale et forma, près de Chenay, la limite du pays du Forez et du Brionnais.
Ses communes limitrophes sont :
| Loddes      | Lenax                           | Le Bouchaud            |
|             | Montaiguët-en-Forez             | Urbise (Loire)         |
| Andelaroche | Saint-Martin-d'Estréaux (Loire) | Sail-les-Bains (Loire) |

### Climat
Pour des articles plus généraux, voir Climat d'Auvergne-Rhône-Alpes et Climat de l'Allier.
En 2010, le climat de la commune est de type climat océanique dégradé des plaines du Centre et du Nord, selon une étude du CNRS s'appuyant sur une série de données couvrant la période 1971-2000. En 2020, Météo-France publie une typologie des climats de la France métropolitaine dans laquelle la commune est dans une zone de transition entre le climat océanique altéré et le climat de montagne ou de marges de montagne et est dans la région climatique Centre et contreforts nord du Massif Central, caractérisée par un air sec en été et un bon ensoleillement.
Pour la période 1971-2000, la température annuelle moyenne est de 10,8 °C, avec une amplitude thermique annuelle de 16,3 °C. Le cumul annuel moyen de précipitations est de 899 mm, avec 12,2 jours de précipitations en janvier et 7,3 jours en juillet. Pour la période 1991-2020, la température moyenne annuelle observée sur la station météorologique de Météo-France la plus proche, sur la commune d'Arfeuilles à 14 km à vol d'oiseau, est de 11,2 °C et le cumul annuel moyen de précipitations est de 951,6 mm,. Pour l'avenir, les paramètres climatiques de la commune estimés pour 2050 selon différents scénarios d'émission de gaz à effet de serre sont consultables sur un site dédié publié par Météo-France en novembre 2022.

## Urbanisme

### Typologie
Au 1er janvier 2024, Montaiguët-en-Forez est catégorisée commune rurale à habitat dispersé, selon la nouvelle grille communale de densité à 7 niveaux définie par l'Insee en 2022.
Elle est située hors unité urbaine et hors attraction des villes,.

### Occupation des sols

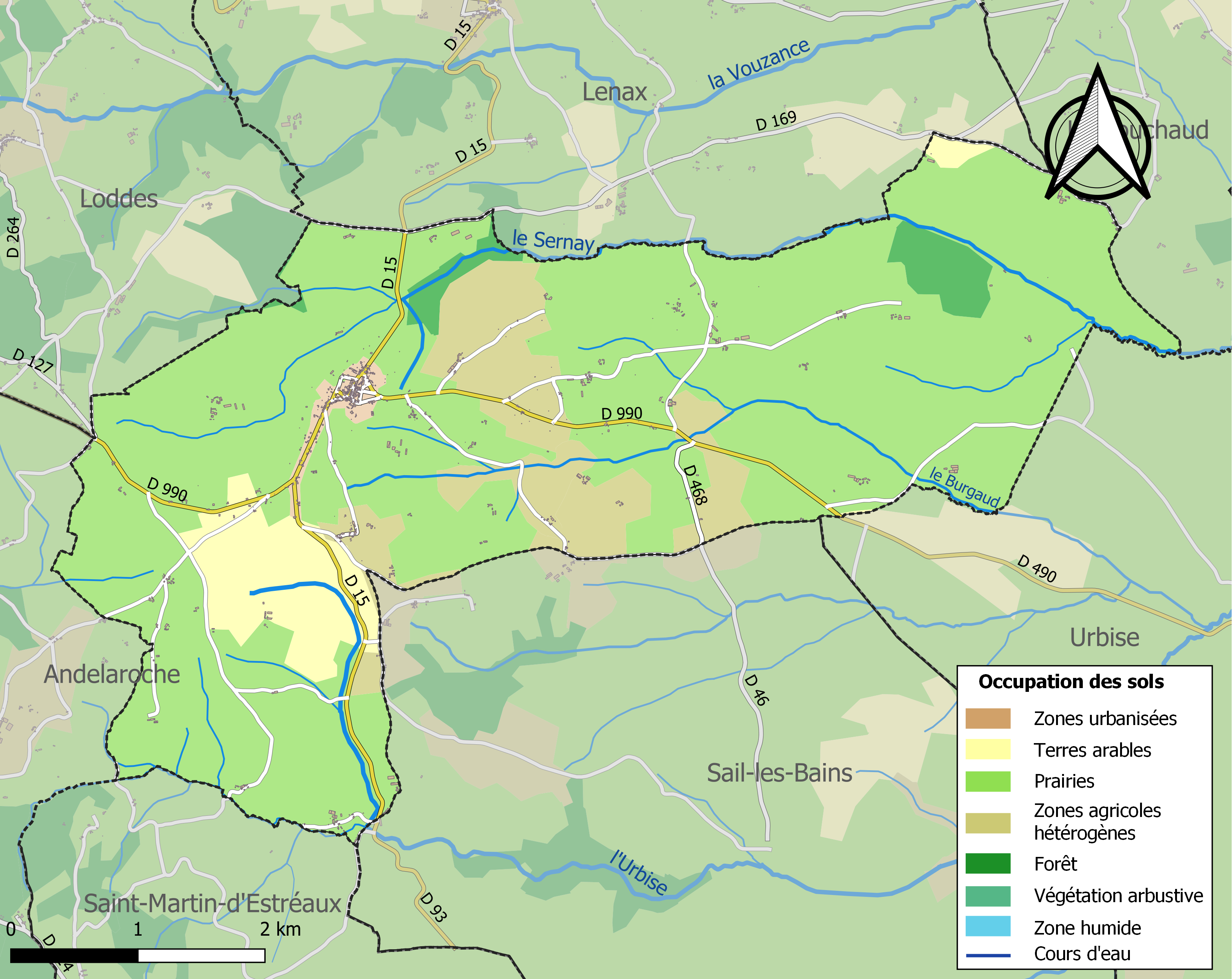
Carte des infrastructures et de l'occupation des sols de la commune en 2018 (CLC).

L'occupation des sols de la commune, telle qu'elle ressort de la base de données européenne d’occupation biophysique des sols Corine Land Cover (CLC), est marquée par l'importance des territoires agricoles (96,2 % en 2018), une proportion sensiblement équivalente à celle de 1990 (96,3 %). La répartition détaillée en 2018 est la suivante : prairies (78,1 %), zones agricoles hétérogènes (11,6 %), terres arables (6,5 %), forêts (2,7 %), zones urbanisées (1,1 %).
L'IGN met par ailleurs à disposition un outil en ligne permettant de comparer l’évolution dans le temps de l’occupation des sols de la commune (ou de territoires à des échelles différentes). Plusieurs époques sont accessibles sous forme de cartes ou photos aériennes : la carte de Cassini (XVIIIe siècle), la carte d'état-major (1820-1866) et la période actuelle (1950 à aujourd'hui).

## Toponymie
Toponyme d'origine francoprovençale : Montaiguët est la version arpitane du Montaigu français (de langue d'oïl). La commune fait en effet partie des quelques communes orientales de l'Allier à faire partie de l'aire linguistique de l'arpitan.

## Politique et administration

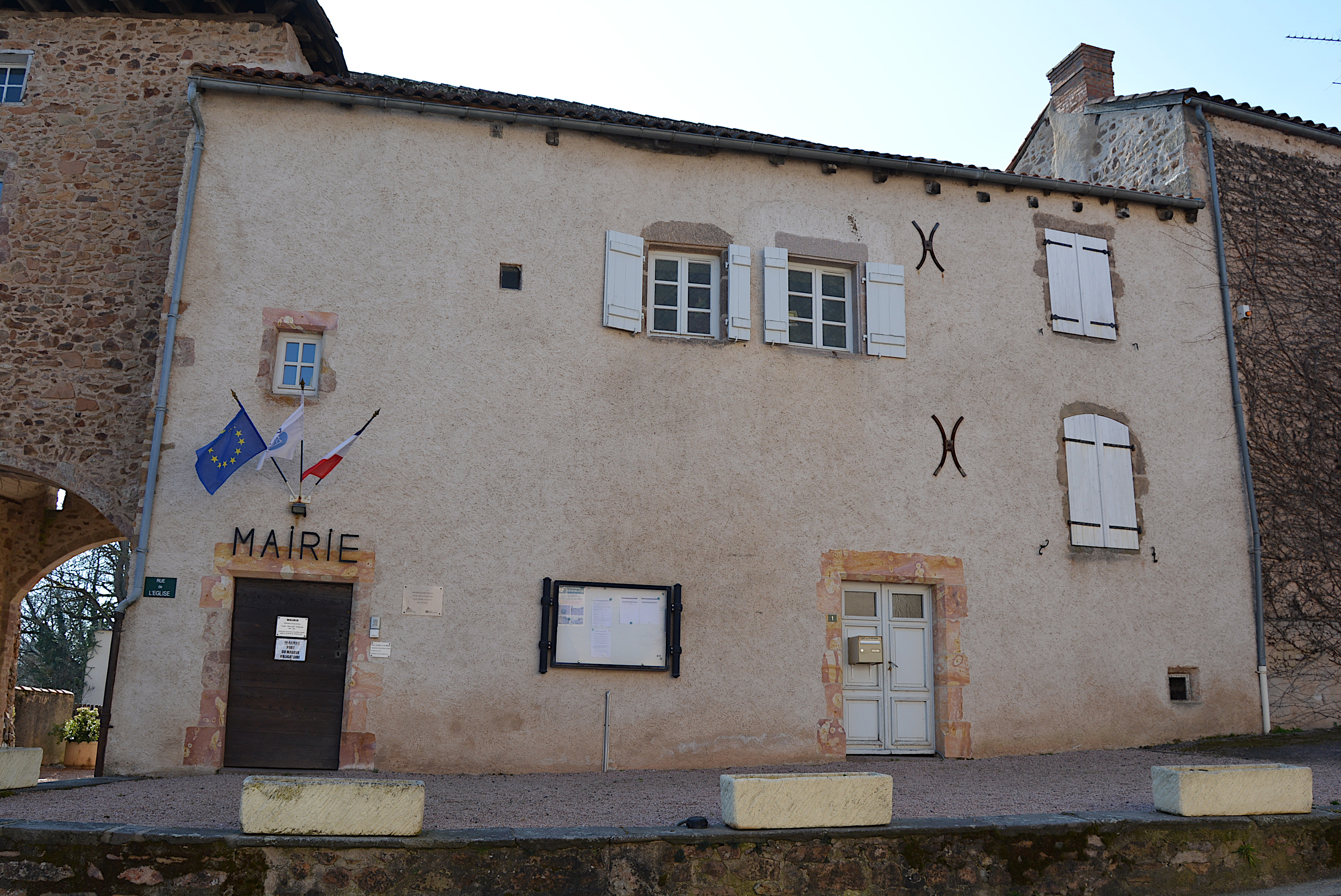
La mairie.

| Période                                  | Période                      | Identité     | Étiquette | Qualité    |
| ---------------------------------------- | ---------------------------- | ------------ | --------- | ---------- |
| Les données manquantes sont à compléter. |                              |              |           |            |
| mars 2001                                | mars 2008                    | Anne Verrier |           |            |
| mars 2008                                | mai 2020                     | Henri Becaut |           | Retraité   |
| mai 2020                                 | En cours (au 8 juillet 2020) | Hervé Chomet | DVG       | Magasinier |

## Population et société

### Démographie
L'évolution du nombre d'habitants est connue à travers les recensements de la population effectués dans la commune depuis 1793. Pour les communes de moins de 10 000 habitants, une enquête de recensement portant sur toute la population est réalisée tous les cinq ans, les populations de référence des années intermédiaires étant quant à elles estimées par interpolation ou extrapolation. Pour la commune, le premier recensement exhaustif entrant dans le cadre du nouveau dispositif a été réalisé en 2005.

En 2022, la commune comptait 285 habitants, en évolution de −9,24 % par rapport à 2016 (Allier : −1,38 %, France hors Mayotte : +2,11 %).
| 1793 | 1800 | 1806 | 1821 | 1831 | 1836 | 1841 | 1846 | 1851 |
| ---- | ---- | ---- | ---- | ---- | ---- | ---- | ---- | ---- |
| 942  | 894  | 918  | 730  | 998  | 861  | 891  | 888  | 914  |

| 1856 | 1861 | 1866 | 1872 | 1876 | 1881  | 1886  | 1891  | 1896  |
| ---- | ---- | ---- | ---- | ---- | ----- | ----- | ----- | ----- |
| 902  | 888  | 974  | 947  | 959  | 1 019 | 1 027 | 1 041 | 1 031 |

| 1901 | 1906 | 1911 | 1921 | 1926 | 1931 | 1936 | 1946 | 1954 |
| ---- | ---- | ---- | ---- | ---- | ---- | ---- | ---- | ---- |
| 959  | 957  | 864  | 796  | 768  | 791  | 762  | 706  | 625  |

| 1962 | 1968 | 1975 | 1982 | 1990 | 1999 | 2005 | 2006 | 2010 |
| ---- | ---- | ---- | ---- | ---- | ---- | ---- | ---- | ---- |
| 592  | 564  | 473  | 404  | 357  | 320  | 310  | 308  | 320  |

| 2015 | 2020 | 2022 | - | - | - | - | - | - |
| ---- | ---- | ---- | - | - | - | - | - | - |
| 317  | 290  | 285  | - | - | - | - | - | - |

## Culture locale et patrimoine

### Lieux et monuments

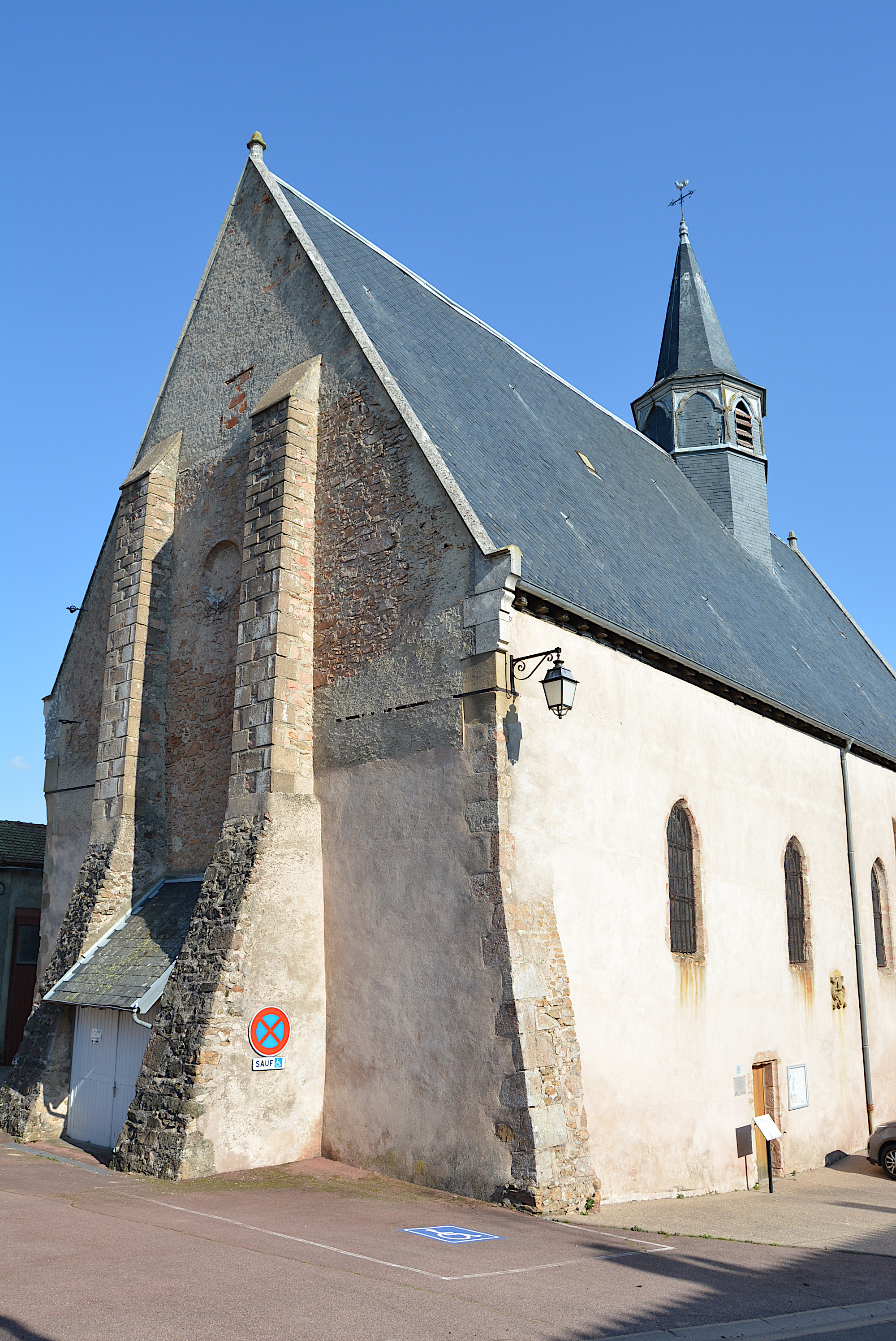
Église Sainte-Anne.

- La porte de ville, classée aux monuments historiques.
- Le château de Montaiguët-en-Forez fin XVe siècle, classé aux monuments historiques. Il se compose d'un haut logis rectangulaire flanqué de tours rondes aux angles, couronnées de mâchicoulis[21].
- L'église Sainte-Anne.

### Personnalités liées à la commune
- Prosper Jacques Barthélémy Terrier, médecin, représentant de l'Allier en 1848, proscrit sous l'Empire, ami de Victor Hugo,
- Georges Malbrunot, originaire de Montaiguët-en-Forez, journaliste enlevé le 20 août 2004 et pris en otage par l'armée islamique en Irak et libéré le 21 décembre 2004.

### Héraldique
|  | Les armes de la commune se blasonnent ainsi : Écartelé au 1er d’azur semé de fleurs de lys d’or, à la cotice de gueules brochant, au 2e et 3e d’argent aux trois fasces de gueules, au 4e de gueules au dauphin d’or. |